# غرانت هودجز
غرانت هودجز (بالإنجليزية: Grant Hodges)‏ هو سياسي أمريكي، ولد في 1 مايو 1990. حزبياً، نشط في الحزب الجمهوري. وقد انتخب عضو مجلس نواب أركنساس.